# Leamington (Ontario)
Leamington es un municipio canadiense situado en la provincia de Ontario.

## Superficie
Leamington tiene una superficie de 261,24 km².

## Demografía
En 2021, tenía 29 680 habitantes, una densidad poblacional de 113,6 hab./km², y 11 219 viviendas.